# Skelund
Skelund is een plaats in de Deense regio Noord-Jutland, gemeente Mariagerfjord. De plaats telt 496 inwoners (2008).